# Omnipotencja (biologia)
Omnipotencja - zdolność komórek do zmiany swego przeznaczenia.
Jeżeli bardzo wcześnie w rozwoju embrionalnym pobierzemy komórkę z jednego miejsca i przeniesiemy do innego to, będzie się ona rozwijać ze swoim nowym miejscem. Potem jest to już niemożliwe. W późniejszych stadiach, jeżeli nie wyspecjalizowana komórka zostanie przeniesiona z jednego miejsca w embrionie do innego, to rozwinie się w typ komórki właściwy okolicy, z jakiej została pobrana.